# Parabuthus raudus
Espèce
Synonymes
- Buthus villosus dilutus Thorell 1876
- Buthus raudus Simon, 1888
- Parabuthus scobinifer Hewitt, 1915

Parabuthus raudus est une espèce de scorpions de la famille des Buthidae.

## Distribution
Cette espèce se rencontre en Namibie, en Afrique du Sud, au Botswana, au Zimbabwe, en Zambie et en Angola.

## Habitat
Cette espèce se rencontre dans les environnements sableux du désert du Kalahari et des rives du fleuve Orange.
Parabuthus raudus est une espèce semi-psammophile, habitant les dunes de sable non-consolidé ou semi-consolidé, où il creuse des terriers à la base des herbes et des arbustes.

## Description

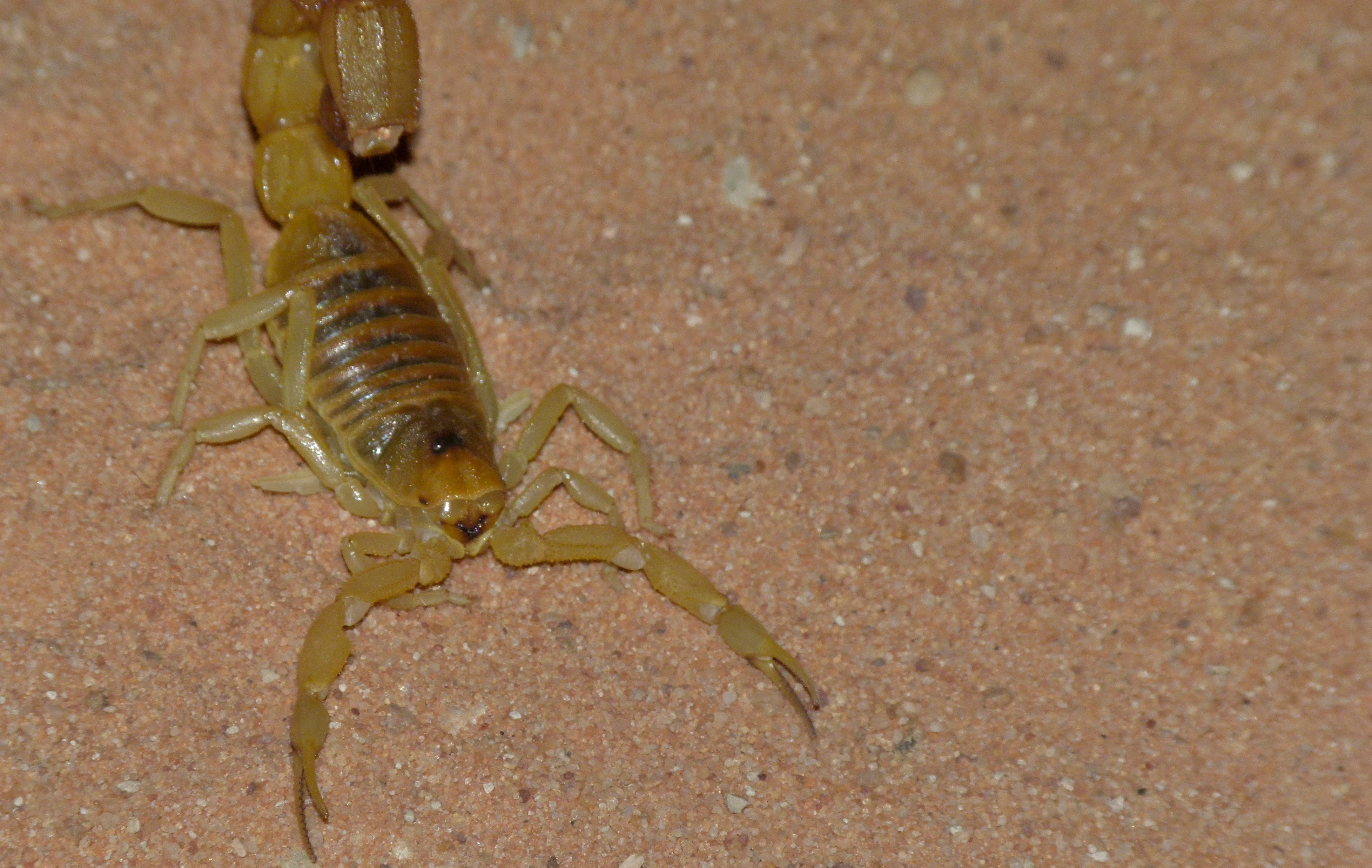
Parabuthus raudus du parc transfrontalier de Kgalagadi en Afrique du Sud

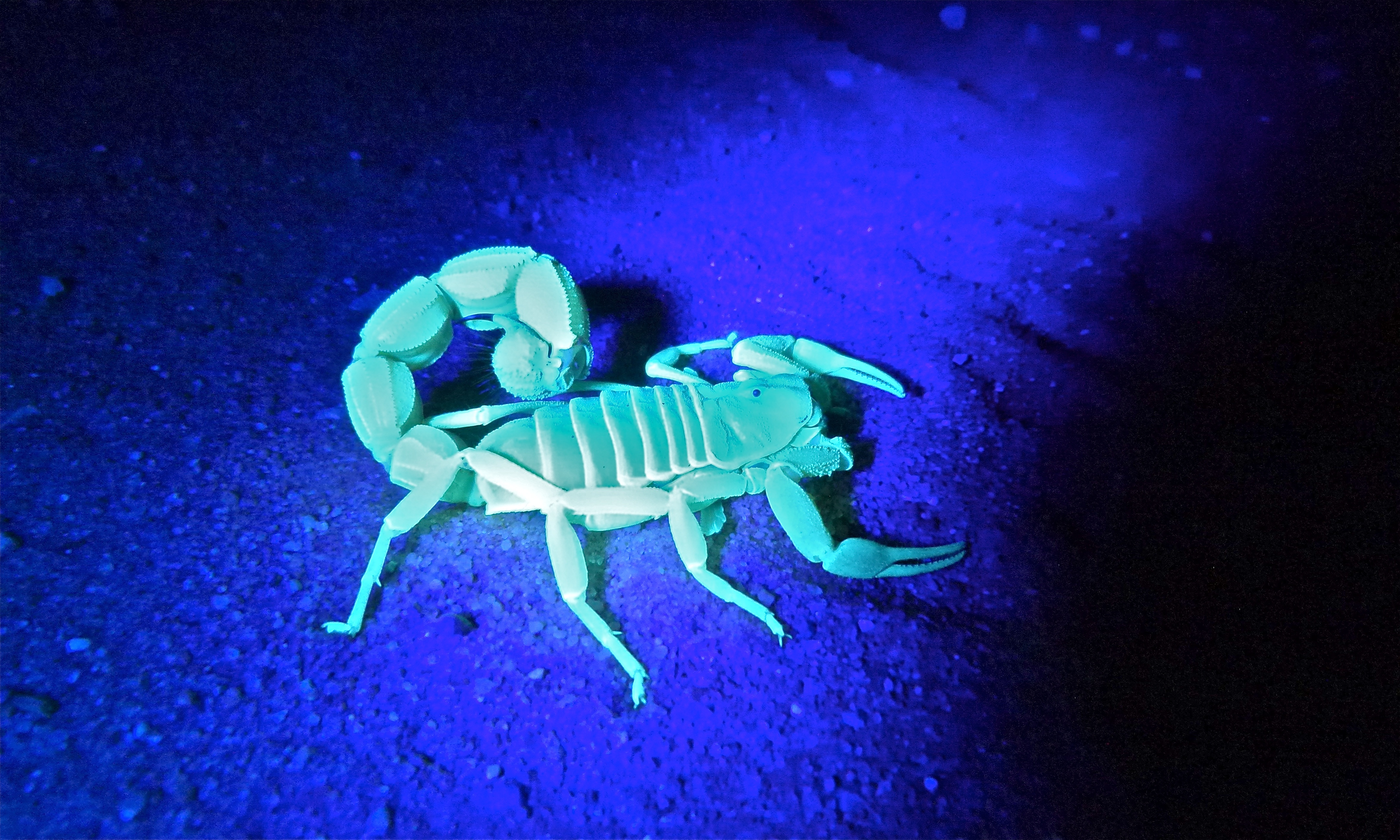
Parabuthus raudus sous lampe ultraviolet

Le tronc de la femelle syntype mesure 37,5 mm et la queue 40 mm.
Ce scorpion est de couleur jaunâtre.

## Systématique et taxinomie
Cette espèce a été décrite sous le protonyme Buthus raudus par Simon en 1888. Elle est placée dans le genre Parabuthus par Kraepelin en 1899.

## Publication originale
- Simon, 1888 : « Études arachnologiques. 20e Mémoire. XXVIII. Arachnides recueillis dans le sud de l'Afrique par M. le docteur Hans Schinz. » Annales de la Société Entomologique de France, sér. 6, vol. 7, p. 369-384 (texte intégral).